# 188
Правління Коммода в Римській імперії.
У Китаї править династія Хань, в Індії — Кушанська імперія. Продовжується повстання жовтих пов'язок. В Японії панування цариці Хіміко.

## Події
- Пертінакс стає проконсулом Африки.
- Посилення впливу місцевих племен хан, і ослаблення ханьських префектур в Кореї.
- Перша згадка про Єматай.

### Астрономічні явища
- 14 травня. Часткове сонячне затемнення.[1]
- 12 червня. Часткове сонячне затемнення.[1]
- 6 листопада. Повне сонячне затемнення.[1]

## Померли
- Брутія Криспіна, дружина Коммода.